# Карданов, Охид Муссович
Охи́д Муссо́вич Карда́нов (1924—1944) — пулемётчик 65-го Краснознамённого кавалерийского полка 32-й Смоленской Краснознамённой ордена Суворова II степени кавалерийской дивизии 3-го гвардейского Гродненского ордена Ленина кавалерийского корпуса 2-го Белорусского фронта, рядовой. Герой Российской Федерации (1998).

## Биография
Родился в августе 1924 года в ауле Псаучье-Дахе Карачаево-Черкесской автономной области (ныне в составе Хабезского района Карачаево-Черкесской Республики). Черкес. Окончил школу на родине, затем учился в педагогическом техникуме в Черкесске.
В апреле 1943 года призван в Красную Армию. После обучения в запасных частях в станице Апаринской (Ростовская область) направлен в действующую армию. В боях Великой Отечественной войны с сентября 1943 года. Воевал в составе 65-го кавалерийского полка 32-й Смоленской кавалерийской дивизии 3-го гвардейского кавалерийского корпуса, проявляя отвагу и геройство. Особенно отличился в ходе наступательных сражений Белорусской стратегической операции.
Так, за день боя 23 июня 1944 года огнём своего пулемёта уничтожил до 150 солдат и офицеров противника, 5 пулемётных расчетов врага, 2 миномётных расчета, подбил 10 автомашин.
В бою 16 июля 1944 года у села Пышки пулемётным огнём отразил четыре контратаки противника, нанеся ему значительный урон.

## Подвиг
В бою 23 июля 1944 года при взятии города Августов Белостокской области Белорусской ССР (ныне в Подляском воеводстве в Польше) отразил 6 контратак врага, уничтожив при этом до 60 его солдат и офицеров. В последней контратаке сражался до последнего патрона. Когда окончились все боеприпасы и немцы подошли вплотную, рядовой Охид Карданов вынул и выбросил затвор пулемёта, чтобы противник не мог воспользоваться его оружием. Вступил в рукопашную схватку и погиб в этом бою. Посмертно представлен к званию Героя Советского Союза, но награждён не был. Спустя месяц был посмертно награждён орденом Отечественной войны I степени.
За мужество и героизм, проявленные в борьбе с немецко-фашистскими захватчиками в Великой Отечественной войне 1941—1945 годов, Указом Президента Российской Федерации № 749 от 30 июня 1998 года рядовому Карданову Охиду Муссовичу присвоено звание Героя Российской Федерации (посмертно).

## Награды
- Герой Российской Федерации (1998)
- ордена Отечественной войны I (1944) и II степеней
- орден Красной Звезды (1944)
- орден Славы III степени
- медаль «За отвагу»
- медаль «За боевые заслуги»[2]

## Память
В ауле Псаучье-Дахе О. М. Карданова установлен бюст Героя, там же в 2008 году его имя присвоено средней школе.